# 大沼泽国家公园
大沼泽国家公园（瑞典語：Store Mosse nationalpark）是瑞典的一座國家公園，位於瑞典的南部地區。大沼泽国家公园的面積是100 km2（39 sq mi）。大沼泽国家公园擁有拉普蘭以南面積最大的沼澤，是一個重要的鳥類棲息地。